# ذا دارما بامز
تنتمي رواية ذا دارما بامز إلى أعمال المؤلف جاك كيروك الذي يعتبر من كُتّاب جيل بيت. يرتكز أساس السرد شبه الخيالي في الرواية على الأحداث التي جرت في السنوات التالية لأحداث «على الطريق». أما الشخصيات الرئيسة فهي الروائي راي سميث بناءً على شخصية كيروك، وجافي رايدر بناءً على شخصية الشاعر وكاتب المقال غاري سنايدر الذي كان ذا دور أساسي في تقديم كيروك  إلى البوذية في منتصف خمسينيات القرن العشرين.
يتناول الكتاب الازدواجية في حياة كيروك ومثالياته ويبحث في العلاقة الخارجية  والمشي في الجبال والسير في الأماكن الوعرة وطلب التوصيلة من المارة في الطريق في أرجاء غرب الولايات المتحدة مع «حياته في المدينة» حيث نوادي الجاز وقراءات الشعر وحفلات الثمالة. يبحث بطل الرواية عن السياق «البوذي» لتجاربه (وتجارب الآخرين ممن يصادفهم) ويتكرر هذا البحث على مدار القصة. تمتع الكتاب بتأثير مهم على الثقافة المضادة للهيبيز في ستينيات القرن العشرين.

## ملخص الحبكة الروائية
تقود شخصية غاري قصة راي سميث التي أثر ميلها إلى البساطة و(زِن البوذية) على كيروك عشية النجاح  المفاجئ وغير المتوقع لرواية «على الطريق». تتنقل القصة بين أحداث سميث و«حياة المدينة» بالنسبة لرايدر، وذلك مثل الحفلات على مدار ثلاثة أيام وتشريعات طقوس «ياب يوم» البوذية، وصولًا إلى الصورة السامية التي يسودها السلام حيث يسعى كيروك  إلى نوع من التسامي.
تنتهي الرواية بتغير في النمط الروائي، فيعمل كيروك بمفرده مراقب حرائق في قمة ديسوليشن (المتاخمة لجبل هوزومين) التي سرعان ما أصبحت منتزه سمال كاسكيدز الوطني. أمضى صيفًا بائسًا بمفرده في قمة ديسوليشن. كتب في عمله «ملائكة ديسوليشن» «اعتقدت في الكثير من الأوقات  أنني سأموت من الملل أو أنني كنت سأقفز عن حافة الجبل». لكن كيروك وصف التجربة بنثر  رثائي في عمله «دارما بامز» الأكثر بلاغة.
تصاعدت انعكاسات الأبخرة السماوية من أسفل البحيرة الوردية وقلت لنفسي «يا إلهي، أنا أُحبكَ» ورفعت نظري إلى السماء وأنا أعني ذلك بصدق. «لقد وقعت في حبك يا الله. اعتنِ بنا جميعًا بطريقة ما»
تجمع رواية «ذا دارما بامز» مزيجًا من الرواية مع الشعر والنثر، وهو ما وضعها في مرحلة حاسمة أنذرت بأعمال تتقصى الوعي للعديد من المؤلفين في ستينيات القرن العشرين مثل تيموثي ليري وكين كيسي.
تذكُر إحدى أحداث الكتاب سميث ورايدر وهنري مورلي (بالاعتماد على الصديق الحقيقي في الحياة، جون مونتغوميري) وهم يتسلقون قمة ماترهورن في كاليفورنيا. وتصف دخول كيروك إلى هذا النوع من تسلق الجبال وإلهامه بقضاء الصيف التالي بكونه مراقب حرائق  في دائرة الغابات في الولايات المتحدة في قمة ديسوليشن في واشنطن.
تُقدم الرواية أيضًا وصفًا  لفعالية «معرض القراءة السادس» الهامة في عام 1955، حيث قدم ألن غينسبرغ عرضًا أوليًا لقصيدته «عواء» التي غير اسمها إلى «نحيب» في كتابه. وفي الفعالية، أدى المؤلفون الآخرون عروضهم ومن بينهم سايندر وكينيث ريكسروس ومايكل مكلور وفيليب والن.

## مفتاح الشخصية
يعتمد كيروك في غالب الأحيان على أصدقائه وعائلته لتكوين شخصياته الخيالية.
| اسم الشخص في الحقيقة | اسم الشخصية     |
| جاك كيروك            | راس سميث        |
| غاري سنايدر          | جافي رايدر      |
| ألن غينسبرغ          | ألفاه غولدبوك   |
| نيل كاسادي           | كودي بروميراي   |
| فيليب والن           | وارن كافلن      |
| لوك مكوركل           | شان موناهان     |
| جون مونتغوميري       | هنري مورلي      |
| فيليب لامانتيا       | فرانسيس دابافيا |
| مايكل مكلور          | إيكي أوشاي      |
| بيتر اورلفسكي        | جورج            |
| كينيث ريكسروث        | رينولد كاكويتس  |
| ألان ويلون واتس      | آرثر وين        |
| كارولين كيروك        | نين             |
| كارولين كاسادي       | إيفلين          |
| كلود دالينبيرغ       | بود ديفيندروف   |
| ناتالي جاكسون        | روزي بوشانان    |

## روابط خارجية
- ذا دارما بامز على موقع الموسوعة البريطانية (الإنجليزية)